# Buzała

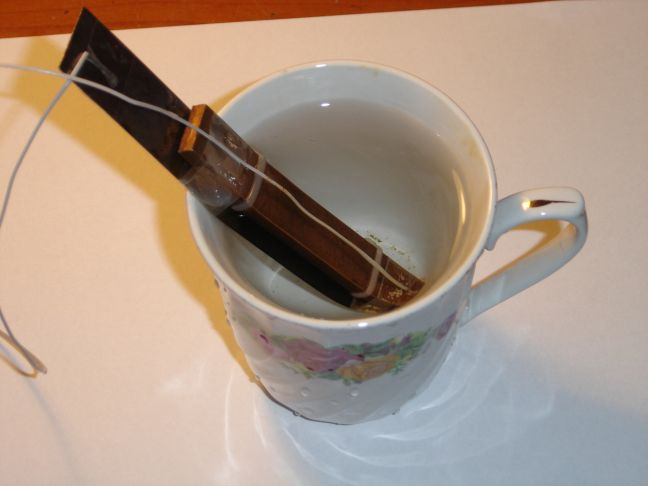
Buzała na napięcie 30 V wykonana z miedzianego pręta i metalowej linijki

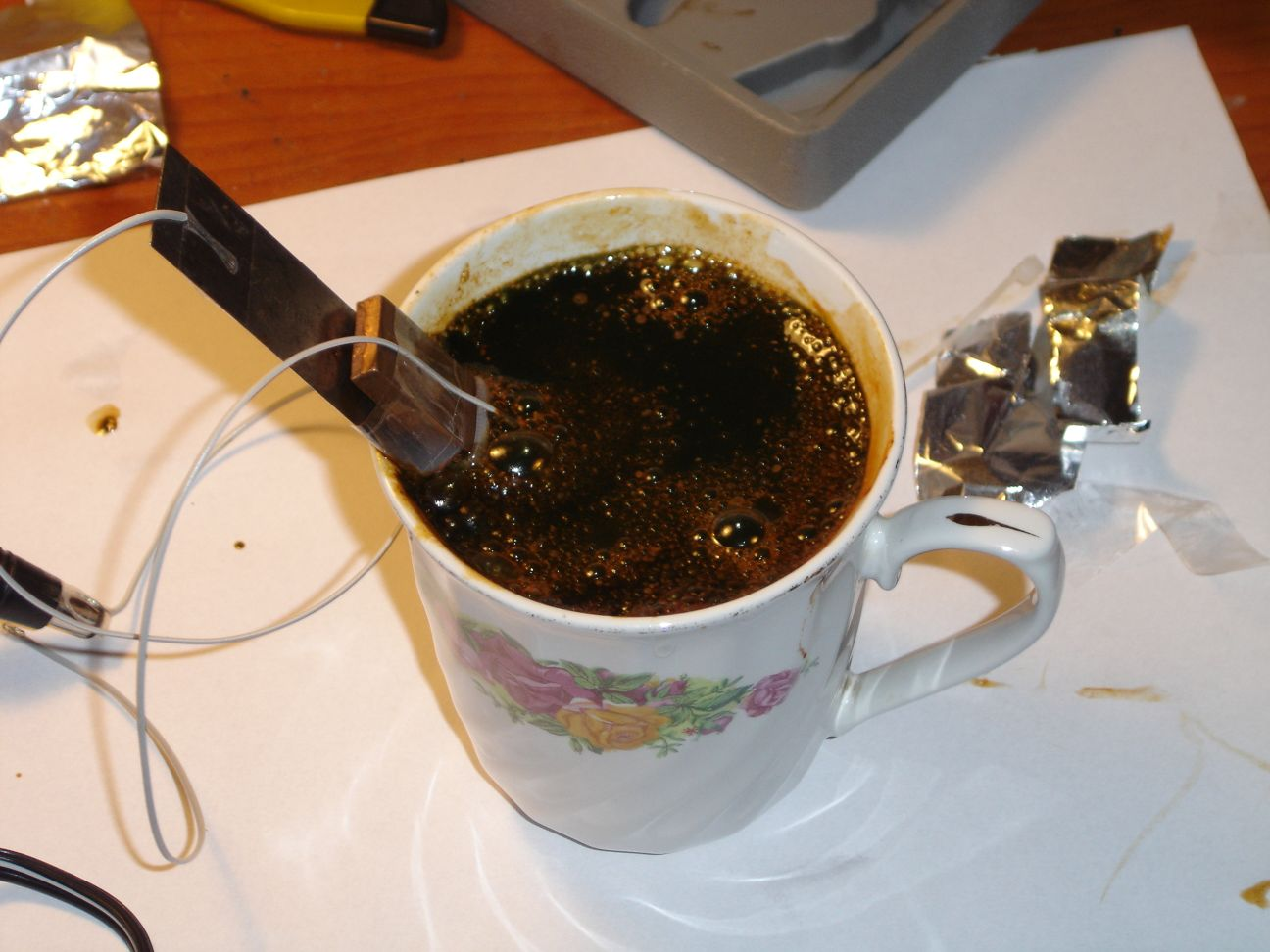
Buzała domowej roboty w trakcie pracy

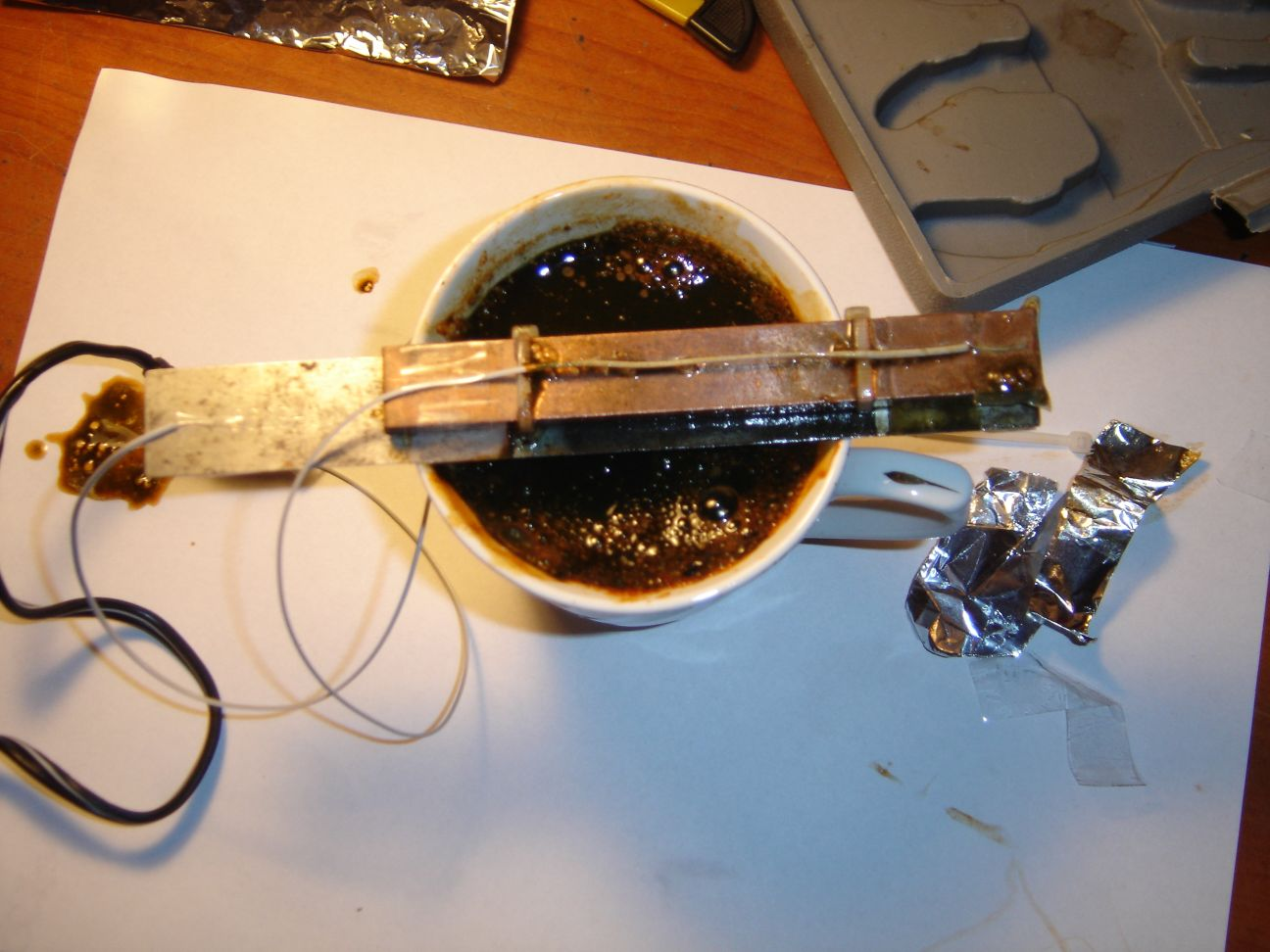
Buzała domowej roboty po pracy

Buzała (od buzować, gdyż jej działanie objawia się natychmiastowym bulgotaniem wody) – improwizowana grzałka, wykonana najczęściej z dwóch żyletek, oddzielonych zapałkami i podłączonych przewodami do źródła napięcia. Jest ona używana głównie w więzieniach, wojsku lub w warunkach polowych, gdy nie ma innego narzędzia do zagotowania wody.

## Działanie
Po włożeniu tego urządzenia do naczynia z wodą i podłączeniu do źródła napięcia, następuje przepływ prądu między żyletkami przez wodę. Ponieważ woda stawia pewien opór, przepływający prąd powoduje jej rozgrzanie. Jest to typowy przykład nagrzewania elektrodowego, w którym ciepło wydziela się w cieczy przewodzącej (roztwory wodne, roztopione sole metali, roztopione szkło) pod wpływem przepływu prądu między elektrodami zanurzonymi w tej cieczy lub mającymi z tą cieczą bezpośredni kontakt. Jest to nagrzewanie bezpośrednie (ciepło wydziela się bezpośrednio w ośrodku, który chce się nagrzać).
Buzała nie będzie działać w powietrzu czy też wodzie destylowanej, jak to ma miejsce z tradycyjną grzałką. Powietrze stawia zbyt duży opór, natomiast woda destylowana posiada za mało jonów, które byłyby zdolne przenosić elektrony.

## Zalety
- bardzo szybki czas zagotowania wody
- składa się z powszechnie dostępnych elementów
- łatwość w budowie
- działa w każdym miejscu wyposażonym w sieć elektryczną

## Wady
- nieodpowiednio dobrana odległość między żyletkami, jak też użycie wody mającej dużą zawartość jonów – np. wody mocno zmineralizowanej, bądź posolonej (zupy) – może spowodować przepływ prądu o zbyt wysokim natężeniu, powodując zadziałanie zabezpieczeń elektrycznych
- podczas budowy i użytkowania konstrukcji łatwo o głębokie i bolesne skaleczenie
- istnieje duże ryzyko porażenia prądem przy nieumiejętnej obsłudze: dotknięcie gotującej się tą metodą wody może spowodować porażenie prądem elektrycznym
- woda zagotowana tą metodą jest stosunkowo niesmaczna, gdyż podczas procesu gotowania następuje elektroliza wody i utlenianie elektrod, co za tym idzie do roztworu wprowadzane są jony żelaza, a w przypadku stosowania stali nierdzewnej również jony dodatków stosowanych do produkcji stali nierdzewnej (chromu, niklu, bądź wanadu)

## Inspiracje

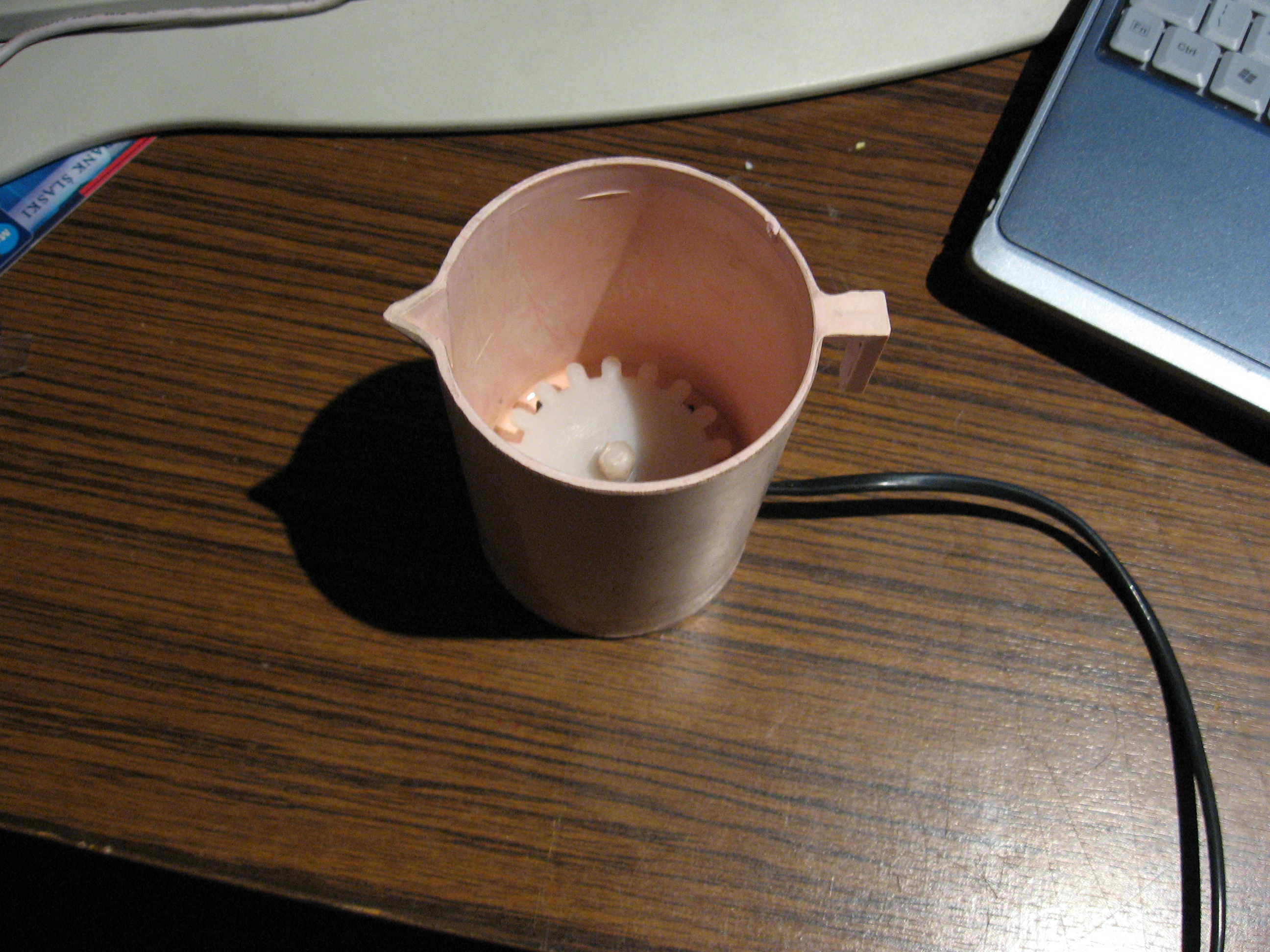
Radziecka kofewarka

Na takiej samej zasadzie jak buzała działało radzieckie urządzenie do gotowania wody o nazwie kofewarka. Miało ono postać plastikowego kubeczka z wieczkiem. W dno naczynia wbudowane były połączone z przewodem sieciowym elektrody nakryte plastikową płytką, zapobiegającą porażeniu prądem w przypadku zaparzania kawy lub herbaty przy włączonym urządzeniu (poprzez łyżeczkę). W przypadku zbytniego spadku oporu między elektrodami (zupa błyskawiczna, sól) następowało przebicie.
Próby zagotowania herbaty kończą się osłabieniem zdolności grzewczych. Gotowanie innych płynów może nieodwracalnie zniszczyć kofewarkę, ponieważ jej demontaż w celu wyczyszczenia jest niemożliwy bez uszkodzenia. Były także radzieckie żelazka wytwarzające parę z wody wlanej między dwie elektrody – działały tylko w pionie, pozwalając uprasować spodnie wiszące na wieszaku.
Urządzenie było dostępne w Polsce w tzw. wolnym handlu na przełomie lat 80. i 90.